# Franziska Meyer
Franziska Meyer es una deportista alemana que compite en ciclismo de montaña en la disciplina de campo a través para cuatro. Ganó una medalla de plata en el Campeonato Mundial de Ciclismo de Montaña de 2016.

## Palmarés internacional
| Campeonato Mundial | Campeonato Mundial   | Campeonato Mundial | Campeonato Mundial    |
| Año                | Lugar                | Medalla            | Competición           |
| ------------------ | -------------------- | ------------------ | --------------------- |
| 2016               | Val di Sole (Italia) | Medalla de plata   | Campo a través para 4 |